# Erixum III
Erixum III o Erišum III va ser un rei d'Assíria que formava part de l'anomenada Dinastia d'Adasi.
Era fill de Xuninua i segons la Llista dels reis d'Assíria va governar uns 13 anys, a l'entorn del 1598 aC i fins al 1585 aC. El final de la primera dinastia de Babilònia o Imperi paleobabilònic que va caure cap al 1595 aC o 1594 aC, hauria suposat el final del vassallatge que Assíria tenia amb aquest regne.
El va succeir el seu fill Xamxi-Adad II.